# Pedro Juan Caballero
Pedro Juan Caballero is een stad en een gemeente (in Paraguay un distrito genoemd) in het noordoosten van het land op de grens met het Braziliaanse Mato Grosso do Sul. Het is de hoofdstad van het departement Amambay. Het inwonertal bedraagt 119.000.

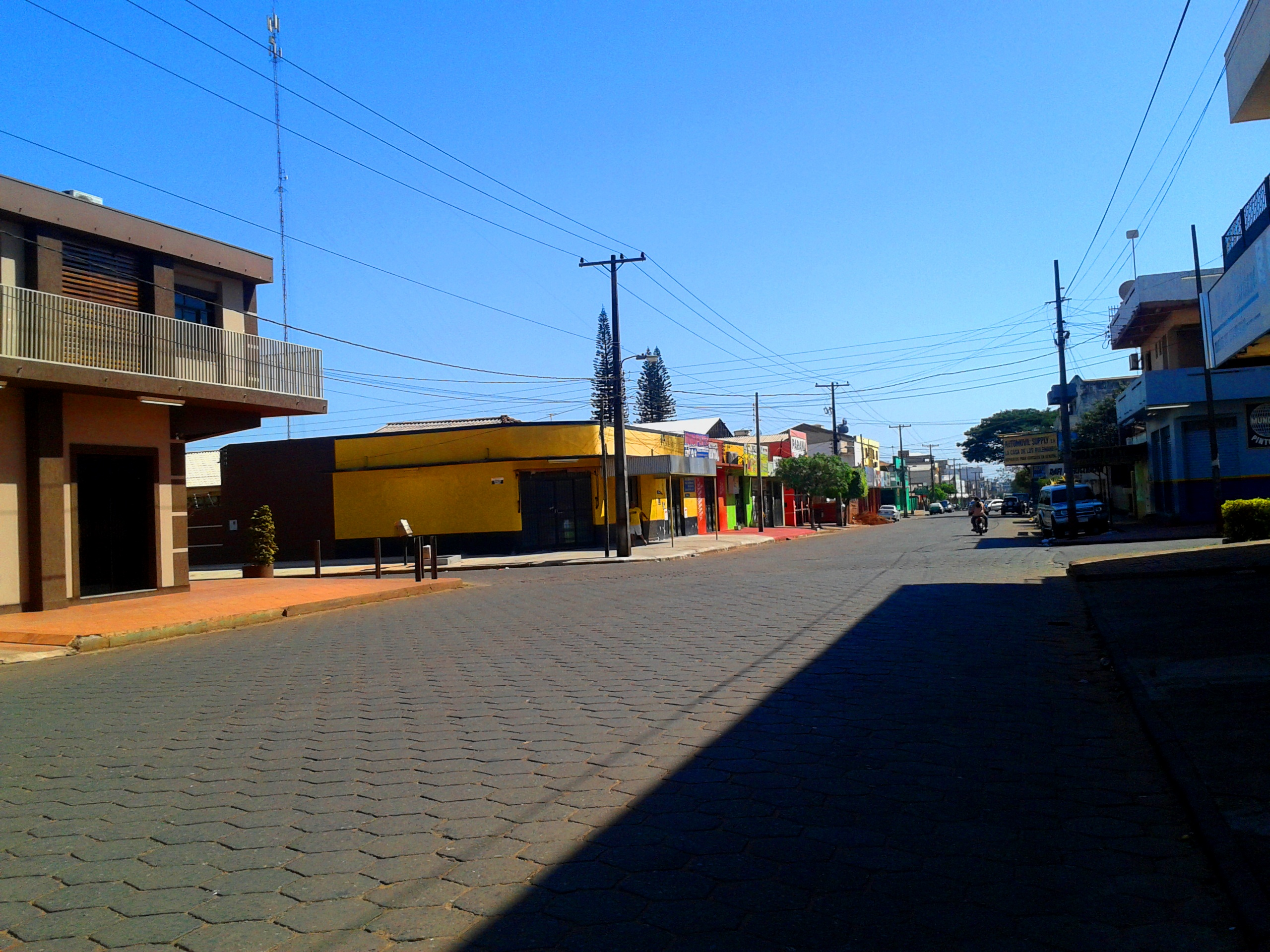
De straat Calle Mariscal López in Pedro Juan Caballero

De stad staat bekend als handelscentrum en is met name in Brazilië bekend om de goedkope consumentengoederen en alcohol. Daarnaast is het een centrum voor smokkel en drugshandel. Pedro Juan Caballero is door slechts één straat gescheiden van het Braziliaanse stadje Ponta Porã, waardoor criminelen direct over de grens kunnen vluchten en een situatie van straffeloosheid dreigt. In de straten in de nabijheid van de Braziliaanse grens bevindt zich een levendige straatmarkt. Even buiten het stadje staat op enkele meters van de grens de enorme megastore Shopping China, waar veel Brazilianen zich tegoed doen aan de prijsverschillen.
Pedro Juan Caballero is vernoemd naar een patriot die een beslissende rol speelde in de Paraguayaanse onafhankelijkheidsstrijd.

## Sport
Pedro Juan Caballero is de thuisbasis van Club 2 de Mayo, een voetbalclub die werd opgericht op 6 december 1935. De club speelt zijn thuiswedstrijden in het Estadio Monumental Río Parapití, dat plaats biedt aan 25.000 toeschouwers. De clubkleuren zijn blauw-wit.

## Geboren
- Aldo Bobadilla (1976), voetballer en voetbalcoach